# Ole Andreas Lindeman
Ole Andreas Lindeman, född den 17 januari 1769, död den 26 februari 1857, var en norsk musiker, far till Fredrik Christian och Ludvig Mathias Lindeman.
Lindeman, som var organist vid Vor Frue Kirke i Trondhjem, var en ansedd teoretiker och utgav 1838 en auktoriserad koralbok.